# Ivan Serov
Pour les articles homonymes, voir Serov.
Ivan Alexandrovitch Serov (en russe : Иван Александрович Серов), né le 13 août 1905 dans le Gouvernement de Vologda et mort le 1er juillet 1990 dans l'oblast de Moscou, est le premier directeur général du KGB du 13 mars 1954 au 8 décembre 1958 puis du GRU (Renseignements militaires) de 1958 à 1962. Il fut aussi général du NKVD.

## Biographie
Serov naît le 13 août 1905 à Afimskoe, un village dans la région de la Volga de l'Empire russe.
En 1926, Serov devient membre du Parti communiste de l'Union soviétique. Il est diplômé de l'Ecole des officiers d'artillerie de Leningrad en 1928 ; il a alors 23 ans.
En 1939, il est admis à suivre les cours de l'Académie militaire Frounzé et poursuit sa carrière au sein du ministère des Affaires intérieures en février de la même année. En avril, il est chargé d'arrêter Nikolaï Iejov, tombé en disgrâce. Peu après, et pour une période de deux ans, Serov est Commissaire du Peuple aux affaires intérieures de la République socialiste soviétique d'Ukraine. C'est durant cette affectation en Ukraine qu'il travaille en lien avec Nikita Khrouchtchev.
Rappelé à Moscou auprès de Lavrenti Beria, dont il devient l’homme de confiance, Ivan Serov est, entre 1941 et 1945, premier vice-ministre du commissariat du peuple à la Sécurité d'État, puis vice-ministre du commissariat du peuple aux Affaires intérieures de l'URSS. À ces fonctions, il est chargé par Lavrenti Beria de procéder à la déportation de masse des Allemands de la Volga ainsi que de plusieurs peuples de la Baltique et du Caucase, transférés de force en Sibérie, au Kazakhstan et en Ouzbékistan, au prix de sévères pertes humaines (Lettons, Estoniens, Lituaniens, Tatars de Crimée, Kalmouks, Tchétchènes, Ingouches, etc). Il signe le document « Sur la procédure pour effectuer la déportation des éléments anti-soviétiques de Lituanie, de Lettonie et d'Estonie » connu sous le nom d'instructions Serov.
En 1945, il est envoyé en Europe de l’Est, où il est chargé de mettre en place les organes politiques répressifs d'Etat dans les pays nouvellement conquis. Il procède ainsi à la liquidation de l'Armée polonaise de Libération ; il met en place les services secrets polonais et la police politique est-allemande, la Stasi.
De 1954 à 1958, il est le premier Président du KGB. Il avait aidé Nikita Khrouchtchev à éliminer Beria en 1953, immédiatement après la mort de Staline. Il organise en 1956 avec l'ambassadeur d'URSS à Budapest, Iouri Andropov, l'écrasement sanglant de l'insurrection hongroise.
Il est nommé chef du GRU (Renseignements militaires) de 1958 à 1962. Ce fut l'unique exemple dans l'histoire soviétique d'un ancien directeur général du KGB dirigeant le renseignement militaire.
En tant que chef du GRU, il est au cœur de la Crise des missiles qui a lieu en 1962. Après l'échec de l'implantation des missiles à Cuba, il est écarté de son poste par Nikita Khrouchtchev. Son éviction administrative et politique est aggravée en 1965, lorsqu'il est exclu du Parti communiste, à l'âge de 60 ans. Il meurt à l'hôpital militaire de Krasnogorsk et sera enterré au cimetière du village d'Ilinskoïe dans l'oblast de Moscou.

## Distinctions
- Héros de l'Union soviétique
- Ordre de Lénine : 6 fois
- Ordre du Drapeau rouge : 5 fois
- Ordre de Souvorov (1re classe)
- Ordre de Koutouzov : 2 fois
- Ordre de la Guerre patriotique (1re classe)
- Ordre militaire de Virtuti Militari (croix d'or)